# Girdwood, Anchorage

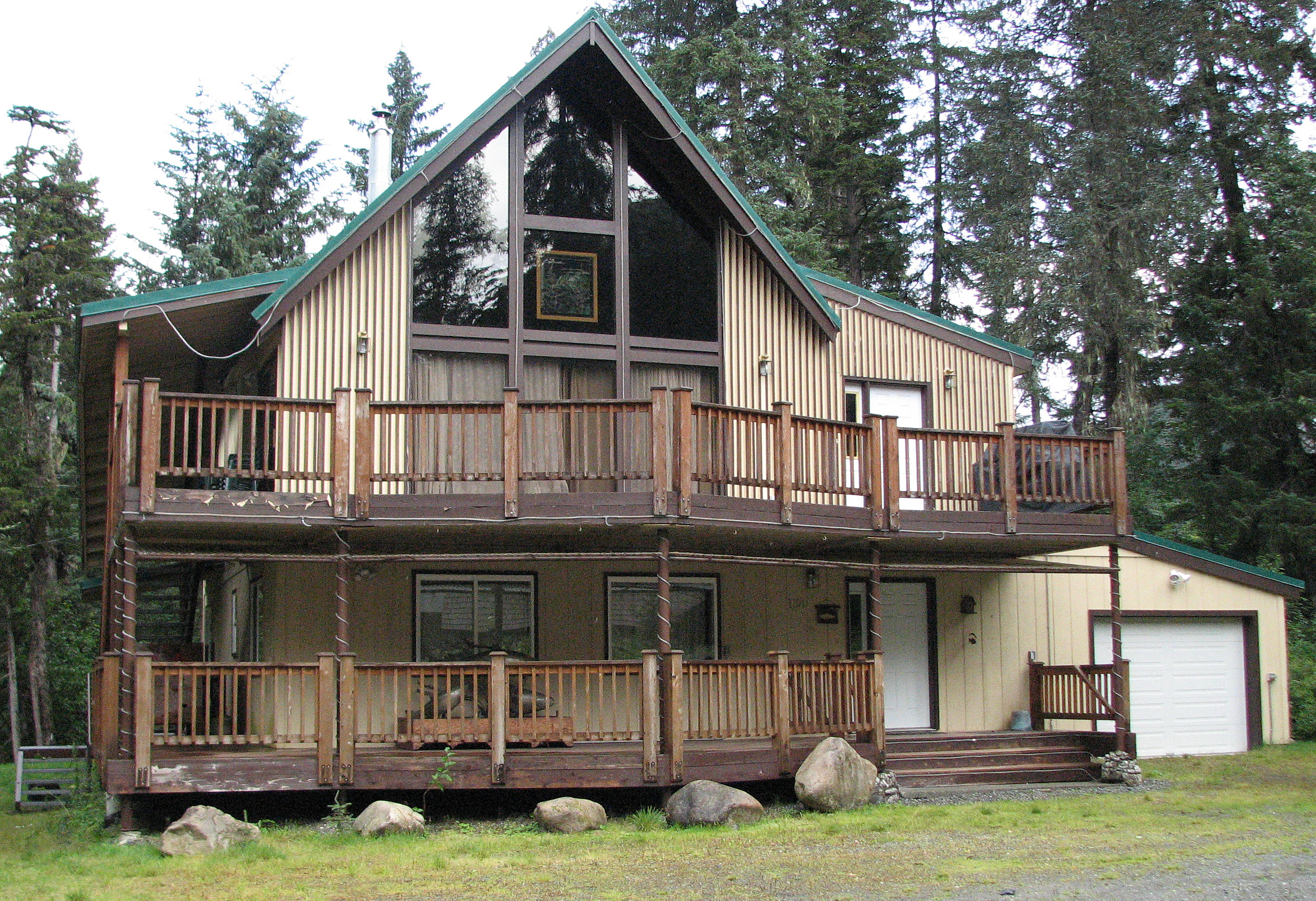
Senator Ted Stevens hus i Girdwood.

Girdwood är en skidort med ungefär 1 850 invånare som ligger ca 60 km sydöst om Anchorage i södra Alaska. Den ligger i en dal i Chugach Mountains, nära den innersta delen av fjorden Turnagain Arm som i sin tur är en del av Cook Inlet. Orten får i genomsnitt 2 032 mm nederbörd per år varav 1 753 mm kommer som snö. Temperaturerna varierar i januari med mellan -14°C (genomsnittligt dygnsminimum) och -7°C (genomsnittligt dygnsmaximum) och i juli med mellan 11°C respektive 18°C. 
Girdwood är omgivet av flera glaciärer och har därigenom fått smeknamnet "Glacier City". Bland populära sommaraktiviteter finns fotvandring, sportfiske och forsränning. Orten är dock mest känd för vinteraktiviteter som skidåkning och snowboardåkning på Mount Alyeska. Befolkningen har beskrivits som en underlig blandning av bland annat skidentusiaster, politiker, hippies och folk som pendlar till Anchorage.
Staden har varit inspelningsplats för åtminstone två filmer: The Chechahcos från 1924 som handlade om Guldrushen i Klondike, och Warren Millers film Snowriders II från 1976. Girdwood är senatorn Ted Stevens och den olympiske guld- och silvermedaljören i skidåkning Tommy Moes hemstad.

## Historia
Girdwood grundades som ett centrum för guldgrävare som hade sina inmutningar längs med bäckarna som rinner ner i Turnagain Arm. Orten fick sitt namn efter översten James Girdwood, en entreprenör och tyghandlare som gjorde de fyra första inmutningarna i området, längs med Crow Creek 1896. Postkontoret i Girdwood etablerades 1907.
Staden flyttades 4 km in mot land sedan Långfredagsskalvet 1964 slog till med förödande kraft mot området och subsiderade (sänkte) marken som staden stod på med ungefär tre meter. Detta resulterade i att delar av orten stod under vatten vid högvattennivå och flytten var därför nödvändig. Senare har dock detta land återvunnits från havet.
Girdwood fick stadsstatus (city) 1970, men blev en del av Anchorage kommun 1975 i samband med att Greather Anchorage Area Borough då slogs samman med Anchorage stad.